# 布恩維爾 (密西西比州)
布恩維爾（英語：Booneville）是一個位於美國密西西比州普蘭提斯縣的城市。根據2010年美國人口普查，該地共人口8,743人，而該地的面積約為66.60平方千米。同時該地也是普蘭提斯縣的縣治。

## 地理
布恩維爾的座標為34°38′40″N 88°33′41″W / 34.64444°N 88.56139°W，而該地的平均海拔高度為158米（即518英尺）。